# Niki Tsongas
Niki Tsongas, née Nicola Dickson Sauvage le 26 avril 1946 à Chico (Californie), est une femme politique américaine, représentante démocrate du Massachusetts à la Chambre des représentants des États-Unis de 2007 à 2019.

## Biographie

### Jeunesse et carrière professionnelle
Niki Tsongas est originaire de Chico dans le comté californien de Butte. Diplômée du Smith College en 1968, elle commence une carrière de travailleuse sociale. Après des études à la faculté de droit de l'université de Boston, dont elle sort diplômée en 1988, elle devient avocate. De 1997 à 2007, elle est la doyenne du Collège communautaire de Middlesex chargée des affaires extérieures.

### Représentante des États-Unis

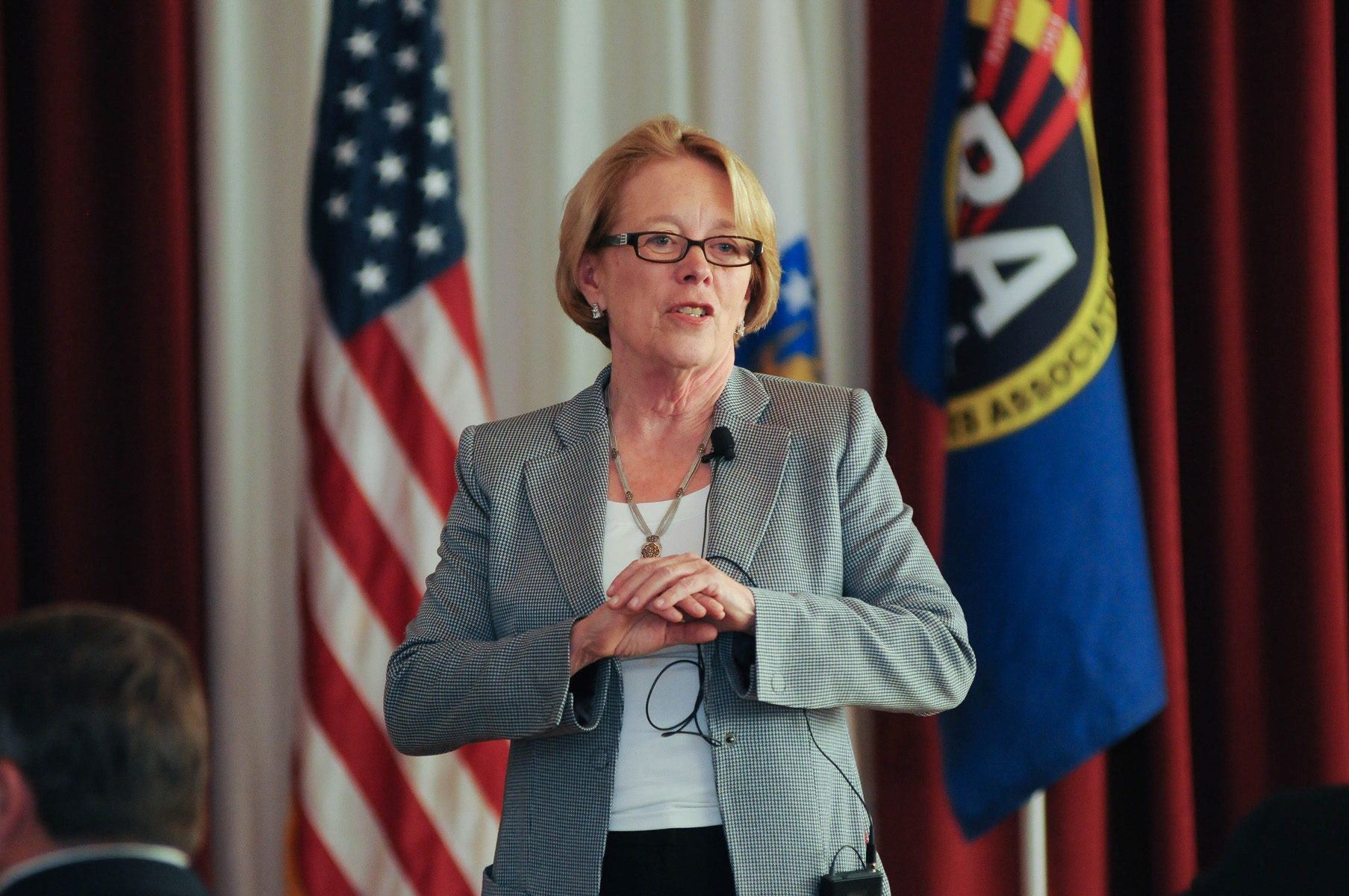
Niki Tsongas en 2014.

Elle se présente pour la première fois en politique en 2007. Après la démission du démocrate Marty Meehan (en), elle est candidate à la Chambre des représentants des États-Unis dans le 5e district du Massachusetts. Durant la primaire démocrate, elle affronte quatre adversaires plus expérimentés. Dans un district dont son mari avait été le représentant dans les années 1970, son nom est connu des électeurs. Elle arrive en tête de la primaire avec 36 % des suffrages, cinq points devant la conseillère municipale de Lowell, Eileen Donoghue,. Son élection est plus difficile que prévu, mais elle devient représentante des États-Unis en recueillant 51 % des voix contre 45 % pour le républicain Jim Ogonowski. Elle devient la première femme élue du Massachusetts au Congrès depuis 25 ans.
L'année suivante, elle est réélue sans opposant républicain avec 98,7 % des suffrages. Lors de la vague républicaine de 2010, elle remporte l'élection avec 54,8 % des voix contre 42,2 % pour le républicain Jon Golnik.
Son district est redécoupé en 2011 et devient le 3e district. Il reste cependant concentré autour de la vallée du Merrimack et de la ville de Lowell. Elle est réélue en 2012 avec 65,9 % des suffrages face à Golnick, puis en 2014 en remportant 63 % des voix.
Durant son mandat, Tsongas siège à la commission des forcées armées, où elle travaille notamment contre les abus sexuels dans l'armée. Facilement réélue en 2016, elle annonce en août 2017 qu'elle ne sera pas candidate à un nouveau mandat l'année suivante,.

### Vie privée
Niki Tsongas est l'épouse de Paul Tsongas, représentant et sénateur du Massachusetts dans les années 1970 et 1980. Il meurt d'une pneumonie en 1997. Ils ont ensemble trois filles : Ashley, Katina et Molly.